# Krystyna Sibińska
Krystyna Mieczysława Sibińska z domu Małyszko (ur. 12 czerwca 1962 w Złocieńcu) – polska polityk, inżynier i działaczka samorządowa, posłanka na Sejm VII, VIII, IX i X kadencji.

## Życiorys
Szkołę średnią ukończyła w Drawsku Pomorskim. W 1987 została absolwentką budownictwa na Wydziale Budownictwa i Architektury Politechniki Szczecińskiej. W tym samym roku zamieszkała w Gorzowie Wielkopolskim. Przez kilkanaście lat była zatrudniona w Gorzowskim Przedsiębiorstwie Budownictwa Przemysłowego „Gobex”, dochodząc do stanowiska zastępcy dyrektora. Pracowała także jako nauczyciel zawodowy i prowadziła własną działalność gospodarczą. W 2002 przeszła do pracy w administracji samorządowej jako kierownik Wydziału Rozwoju Gospodarczego w Urzędzie Miasta i Gminy w Witnicy.
Zaangażowała się w działalność Platformy Obywatelskiej, w 2002 bez powodzenia ubiegała się o mandat radnej Gorzowa Wielkopolskiego (z ramienia lokalnej koalicji Razem dla Gorzowa). W 2005 bezskutecznie startowała do Sejmu. Była wybierana na radną w kolejnych wyborach samorządowych (w 2006 i w 2010). W 2008 powołano ją na stanowisko przewodniczącej rady miasta, utrzymała tę funkcję także w 2010. W tym samym roku bezskutecznie ubiegała się o urząd prezydenta miasta.
W wyborach parlamentarnych w 2011 uzyskała mandat poselski jako kandydatka z listy PO, otrzymując 8756 głosów w okręgu lubuskim. W 2014 ponownie bez powodzenia kandydowała na prezydenta Gorzowa Wielkopolskiego.
W wyborach parlamentarnych w 2015 została ponownie wybrana do Sejmu, otrzymując 6868 głosów. W wyborach w 2019 z powodzeniem ubiegała się o poselską reelekcję z ramienia Koalicji Obywatelskiej, otrzymując 16 089 głosów. W 2023 utrzymała mandat poselski na kolejną kadencję, dostała wówczas 19 415 głosów. W Sejmie X kadencji objęła funkcję wiceprzewodniczącej KP KO i wiceprzewodniczącej Komisji Infrastruktury, zasiadła również w Komisji Finansów Publicznych.

## Wyniki w wyborach ogólnopolskich
| Wybory | Komitet wyborczy   | Komitet wyborczy      | Organ            | Okręg | Wynik          |
| ------ | ------------------ | --------------------- | ---------------- | ----- | -------------- |
| 2005   |                    | Platforma Obywatelska | Sejm V kadencji  | nr 8  | 1493 (0,55%)   |
| 2011   | Sejm VII kadencji  | Platforma Obywatelska | 8756 (2,63%)     | nr 8  |                |
| 2015   | Sejm VIII kadencji | Platforma Obywatelska | 6868 (1,98%)     | nr 8  |                |
| 2019   |                    | Koalicja Obywatelska  | Sejm IX kadencji | nr 8  | 16 089 (3,67%) |
| 2023   | Sejm X kadencji    | Koalicja Obywatelska  | 19 415 (3,76%)   | nr 8  |                |